# 加尔瓦略山圣母无原罪堂
加尔瓦略山圣母无原罪堂（Santa Maria della Concezione a Montecalvario）是意大利那不勒斯市中心的一座教堂。1579年创立时是一座小堂，附属于附近的圣母无原罪修道院和学校，位于加尔瓦略山无原罪街32号。

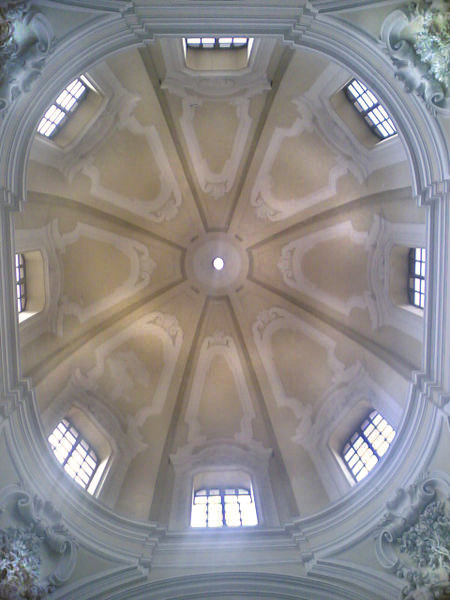

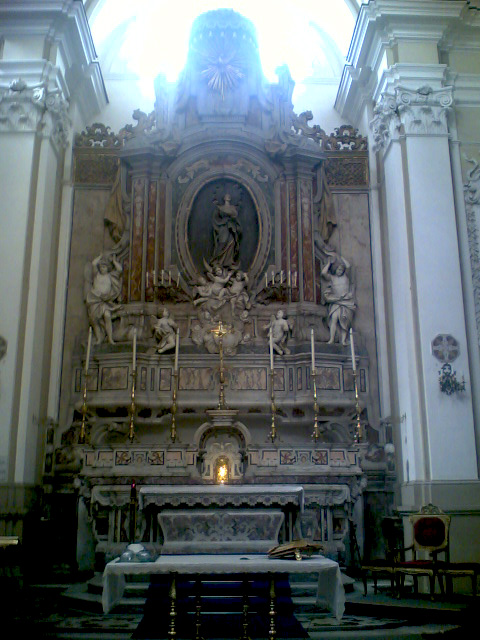
The main altar

从1718年至1725年，多梅尼科·安东尼奥·瓦卡罗与工程师朱塞佩·卢凯塞 Prezzolini和菲利普·马里内利合作，重建该堂。装饰是在1724年进行。1889年该堂因建筑原因关闭。
1980年，该堂在伊尔皮尼亚地震中遭损毁，修复工程一直持续到1987年。

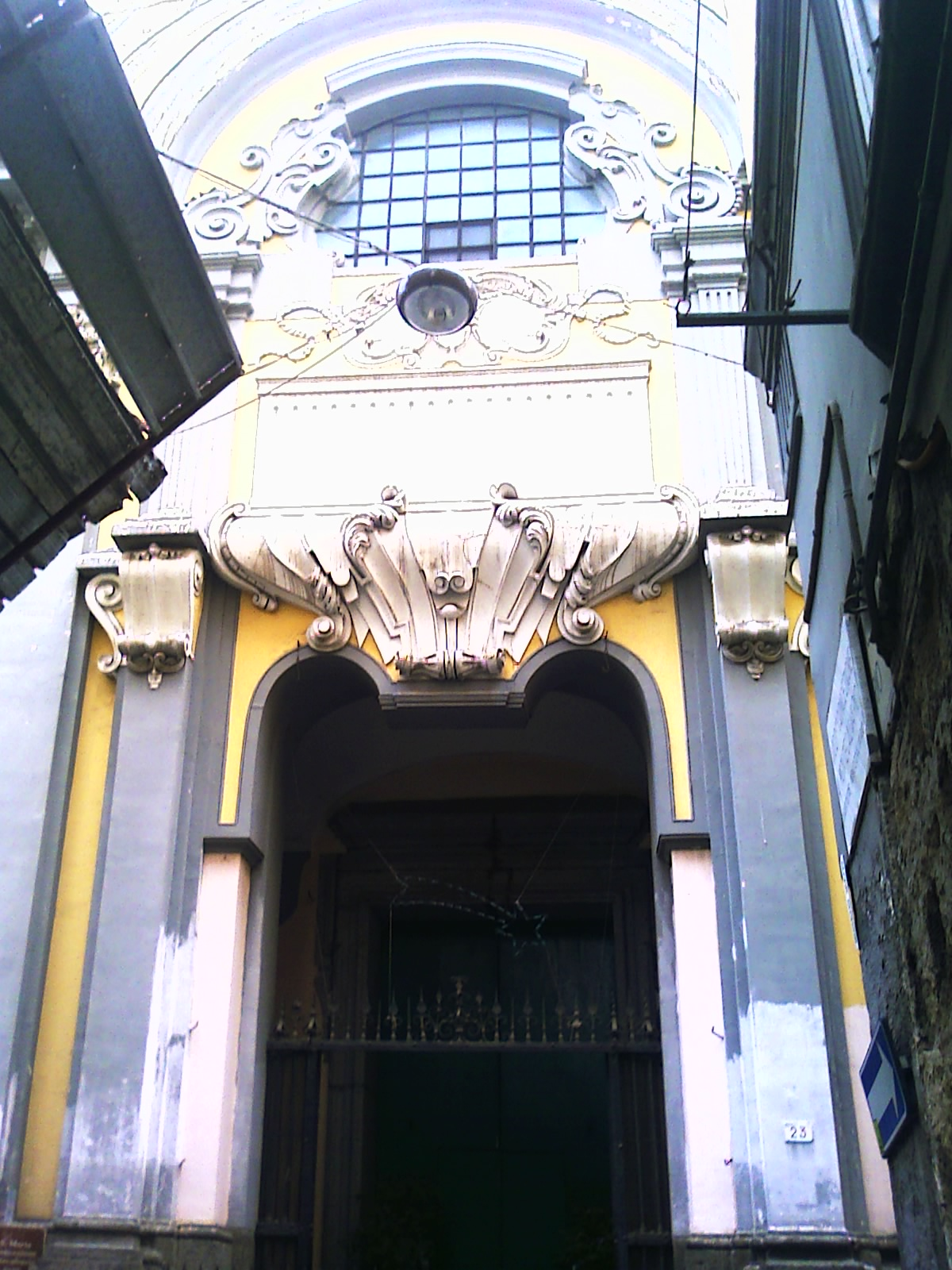
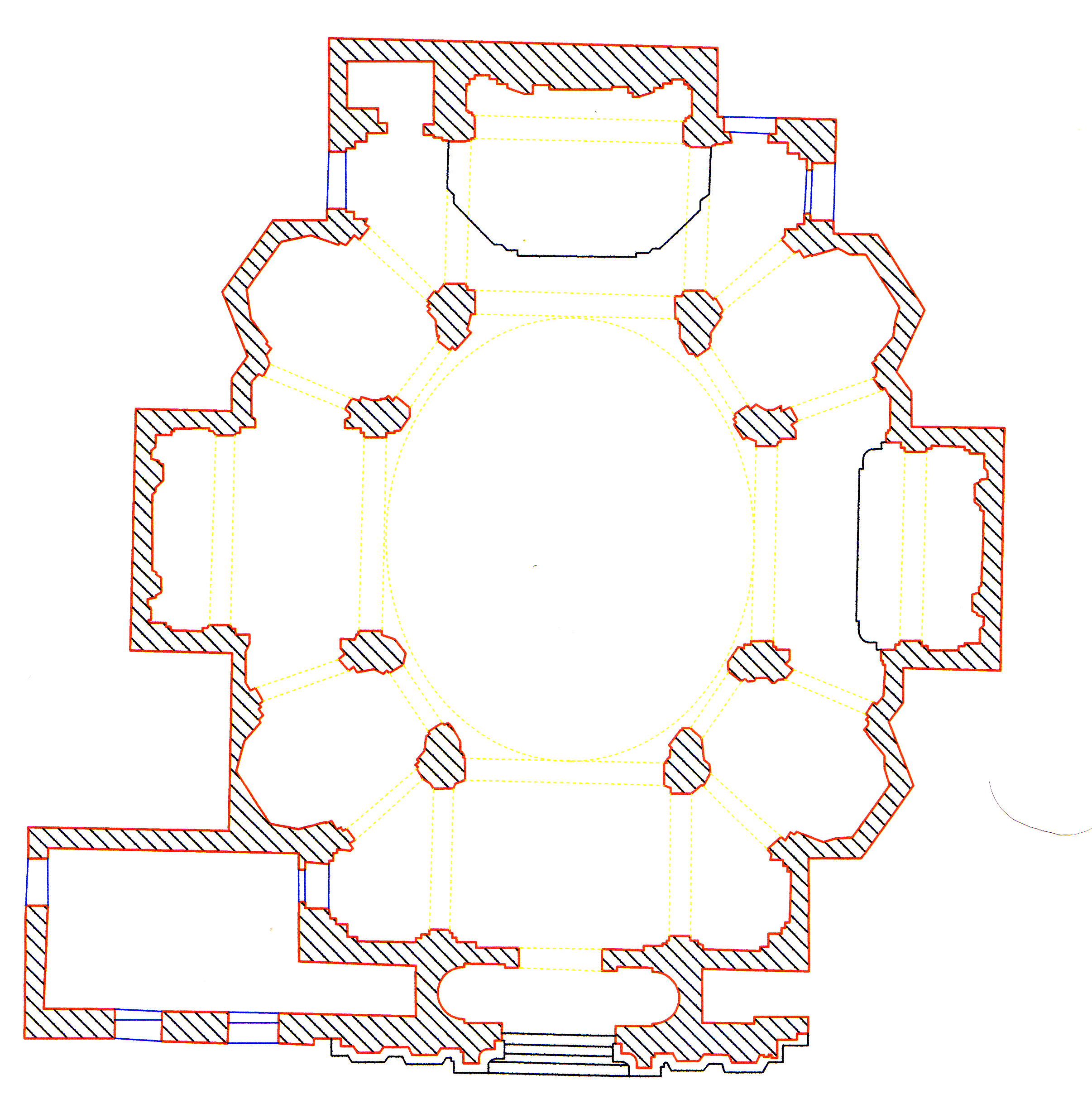

该堂内部为希腊十字平面。
40°50′34″N 14°14′46″E / 40.842816°N 14.246101°E